# Harry Schüssler
Harry Schüssler est un joueur d'échecs suédois né le 24 juin 1957, grand maître international depuis 1988.

## Biographie et carrière
Champion de Suède en 1976 et 1978, Harry Schüssler a représenté la Suède lors de six olympiades (de 1976 à 1988), de deux championnats d'Europe par équipes (en 1980 et 1989), remportant la médaille d'argent individuelle au quatrième échiquier à l'Olympiade d'échecs de 1980.
Schüssler remporta la Rilton Cup 1978-1979 avec 7,5 points sur 9 et quatrième en 1983-1984. Il remporta les tournois de Gausdal 1983 et Malmö 1986.